# Carolyn Rodrigues
Carolyn Allison Rodrigues-Birkett (16 de setembro de 1973) é uma política guianense que foi nomeada Representante Permanente da Guiana nas Nações Unidas em 2020. Anteriormente, atuou como Diretora do Escritório de Ligação da Organização para Agricultura e Alimentação em Genebra de 2017 a 2020 e Ministra das Relações Exteriores da Guiana de 2008 a 2015.

## Carreira
Rodrigues, uma ameríndia, nasceu em Moruca, região de Barima-Waini . Depois de frequentar uma escola particular em Georgetown, ela recebeu uma bolsa de estudos para ameríndios e foi estudar administração de empresas na Universidade de Regina no Canadá e retornou à Guiana em 1993. Ela foi obrigada por sua bolsa de estudos a trabalhar para comunidades ameríndias e, como resultado, deixou a empresa madeireira onde trabalhava e foi trabalhar para o Programa de Melhoria do Impacto Social do Banco Interamericano de Desenvolvimento na Guiana, embora isso significasse um salário 65% menor. Tornou-se coordenadora do programa, cargo que exerceu até 2001, quando foi estudar Serviço Social na Universidade da Guiana .
Rodrigues foi nomeada como Ministra de Assuntos Ameríndios em abril de 2001. Após as eleições gerais de 2006, ela foi renomeada Ministra de Assuntos Ameríndios e empossada em 4 de setembro de 2006. Após quase sete anos como Ministra de Assuntos Ameríndios, ela foi sucedida por Pauline Campbell-Sukhai em 4 de janeiro de 2008. Ela foi então nomeada Ministra das Relações Exteriores em 9 de abril de 2008, substituindo Rudy Insanally e empossada em 10 de abril.
Rodrigues continuou a servir como Ministra das Relações Exteriores até o Partido Progressista Popular (PPP) perder as eleições gerais de maio de 2015 . Posteriormente, foi-lhe sugerida tornar-se deputada pelo PPP, mas optou por não ocupar um lugar na Assembleia Nacional, preferindo trabalhar no estrangeiro. Ela foi nomeada Diretora do Escritório de Ligação da Organização das Nações Unidas para Agricultura e Alimentação em Genebra em agosto de 2017, e Representante Permanente da Guiana nas Nações Unidas em 2020.